# جيم أرنولد (سياسي)
جيم أرنولد (بالإنجليزية: Jim Arnold)‏ هو سياسي أمريكي، ولد في 2 ديسمبر 1950 في ميشيغان سيتي في الولايات المتحدة. حزبياً، نشط في الحزب الديمقراطي. وقد انتخب عضو مجلس ولاية إنديانا.